# Ставропигия Вселенского патриархата на Украине
Миссия «Ставропигия Вселенского патриархата на Украине» (греч. Αποστολή «Σταυροπηγία του Οικουμενικού Πατριαρχείου στην Ουκρανία») — постоянное представительство Константинопольского патриарха в Киеве.

## История
В 1169 году Киево-Печерский монастырь обрёл статус лавры, великокняжеской архимнадрии и ставропигии, независимой от митрополита Киевского. В 1592 году статус обители как лавры и ставропигии православного патриарха Константинопольского был официально подтверждён. Печерский монастырь стал одним из важнейших духовных оплотов сопротивления унии. После присоединения Киевской митрополии к Московскому патриархату лавра в 1688 году также была подчинена ему и утратила статус ставропигии Константинопольского патриарха.
Ставропигия была восстановлена решением Синода Константинопольской православной церкви под председательством патриарха Варфоломея 11 октября 2018 года исходя из решения об отмене юридического обязательства от 1686 года о присоединении Киевской митрополии к Московскому патриархату. Первоначально не было дано точной информации, что конкретно подразумевается под ставропигией. Высказывались предположения, что ставропигия должна была существовать вплоть до предоставления автокефалии Православной церкви Украины.
18 октября 2018 года Верховная рада приняла закон «Об особенностях пользования Андреевской церковью Национального заповедника „София Киевская“», согласно которому Андреевская церковь передана в постоянное и безвозмездное пользование Вселенскому патриархату. При этом Андреевская церковь оставалась музеем в составе Национального заповедника «София Киевская» и фактически осталась в государственной собственности. Как отмечал сайт «Левый берег», ставропигия будет существовать на постоянной основе и будет своего рода церковным посольством наподобие ватиканской нунциатуры.
Председатель Верховной рады Украины Андрей Парубий по этому поводу заявил: «Своим решением Верховная рада восстанавливает ставропигию Вселенского патриарха в Киеве, и этой новой ставропигией, которая будет выполнять роль резиденции Всесвятейшего патриарха Варфоломея и представительства Вселенской Константинопольской церкви, станет Андреевский храм на Андреевском спуске в Киеве».
28 ноября 2018 года решением Кабинета министров Украины Андреевская церковь была юридически передана в постоянное пользование Константинопольскому патриархату.
13 декабря 2018 года в ставропигии состоялась первая архиерейская литургия священнослужителей Константинопольской православной церкви.
Право Константинопольского патриархата на ставропигию, а также на экзархат на Украине закреплено в томосе об автокефалии ПЦУ, выданном 5 января 2019 года.
9 января 2019 года Священный синод Константинопольского патриархата назначил главой ставропигии в Киеве архимандрита (с 8 ноября 2020 года — епископа Команского) Михаила (Анищенко), служившего до этого в храме святого Алипия Столпника в Анталье, в Писидийской митрополии.
2 февраля 2019 года в Андреевской церкви состоялась хиротессия архимандрита Михаила (Анищенко) в экзарха Вселенского патриархата в Киеве, которую возглавил митрополит Галльский Эммануил (Адамакис) в сослужении греческих иерархов.
13 декабря 2020 года в Андреевской церкви состоялась торжественная литургия по случаю открытия храма.
27 января 2023 года, в Ставропигии Вселенского Патриархата на Украине презентовали первое богослужебное Евангелие-апракос в переводе на украинский с греческого, изданное благодаря помощи УПЦ США.

## Расположение
18 октября 2018 Верховная Рада приняла Закон Украины «Об особенностях пользования Андреевской церковью Национального заповедника „София Киевская“», согласно которому Андреевская церковь передана в постоянное и безвозмездное пользование Вселенскому патриархату.

## Богослужение
Пока длилась реставрация главного храма, регулярные богослужения совершались в стилобатном помещении Андреевской церкви. В конце июля 2021 года ставропигия получила разрешение на совершение богослужения в основном храме.
До 1 сентября 2023 года в главном храме Андреевской церкви богослужения совершались по юлианскому календарю, а в нижнем храме Андреевской церкви, часовне в честь святого апостола Варфоломея (стилобатная часть), по новоюлианскому календарю.

## Главы Ставропигии
- Епископ Команский Михаил (Анищенко) с 11 января 2019 года[16].